# Made in Sud
Made in Sud è stato un programma televisivo comico italiano, andato in onda su Rai 2 dal 7 novembre 2012 al 6 giugno 2022, trasmesso dal centro di produzione Rai di Napoli.

## Le prime edizioni su Comedy Central e MTV
Il format, ideato da Ferdinando Mormone e Paolo Mariconda che ne detengono la proprietà al 50%, debutta nel 2008 in seconda serata sul canale tematico Comedy Central (visibile sulla piattaforma Sky), ed è replicato in chiaro su Canale 34 Telenapoli, e nel 2010 passa a MTV, che lo promuove in prima serata, per poi passare a Rai 2 nel 2012.
Il programma inizialmente andava in onda dal Teatro Tam di Napoli con la conduzione dei comici Gigi e Ross e della presentatrice e attrice Fatima Trotta e la collaborazione del professore Enzo Fischetti, del disc jockey Frank Carpentieri e del trio canoro Sud58.
La maggior parte dei comici della trasmissione proviene dal Mezzogiorno (da cui deriva appunto il titolo della trasmissione), talvolta affiancati anche da comici dell'Italia settentrionale.

## Il passaggio su Rai 2
Dal 7 novembre 2012 al 17 gennaio 2013 il programma trasloca su Rai 2 in seconda serata e viene trasmesso per la prima volta dallo Studio 2 del Centro di produzione Rai di Napoli. Gli autori sono Paolo Mariconda e Nando Mormone, con la collaborazione di Gianluca Belardi, Paolo Caiazzo, Nello Iorio, Stefano Sarcinelli, Ciro Ceruti, Emiliano Luccisano, Angelo Venezia e  Mino Abbacuccio; al contrario delle passate edizioni, nelle edizioni Rai si è aggiunta ai presentatori la soubrette Elisabetta Gregoraci. Dopo la prima stagione, la trasmissione approda in prima serata e viene trasmessa dall'auditorium Rai di Napoli.
Dal 28 febbraio 2013 al 27 maggio va in onda, sempre su Rai 2 in seconda serata, la sesta edizione (la seconda sulla Rai). Visto il successo ricevuto in questa edizione, al termine delle puntate ordinarie vengono trasmesse in prima serata dal 6 giugno al 13 giugno, in ogni caso, in diretta dall'auditorium Rai di Napoli, due puntate speciali della durata di due ore e venti, condotte sempre da Gigi e Ross, Fatima Trotta ed Elisabetta Gregoraci. Al termine di questa stagione, su Rai 2, sempre in seconda serata viene trasmesso il meglio dell’edizione intitolata “Made in Sud Summer” in 6 appuntamenti settimanali a partire dal 17 giugno al 12 agosto 2013.
La settima edizione (terza sulla Rai) è andata in onda nell'autunno del 2013 sempre condotta da Gigi e Ross, Fatima Trotta ed Elisabetta Gregoraci, dal 9 settembre al 21 ottobre vanno in onda le puntate in seconda serata dall'auditorium Rai di Napoli. Seguono due puntate speciali che ripropongono i momenti migliori della trasmissione. A partire dal successivo 11 novembre e fino al termine dell'edizione (16 dicembre), il programma viene spostato in prima serata e trasmesso in diretta per altre sei puntate.
L'ottava edizione (quarta sulla Rai) va in onda dall'11 marzo al 13 maggio 2014, sempre in prima serata ed in diretta dall'auditorium Rai di Napoli.
La nona edizione (quinta sulla Rai) va in onda dal 23 settembre al 18 novembre 2014 per un totale di 9 puntate.
La decima edizione (sesta in Rai) va in onda dal 3 marzo al 12 maggio 2015 per un totale di 11 puntate.
L'undicesima edizione (settima per la Rai) è quella che prevede il maggior numero di puntate in prima serata (14) e viene trasmessa sempre in diretta e dallo stesso studio dal 23 febbraio al 30 maggio 2016.
Dal 14 marzo al 30 maggio 2017, per un totale di 10 puntate. va in onda la dodicesima edizione (ottava in Rai), sempre in prima serata e in diretta dall'auditorium Rai di Napoli. In questa edizione, Gigi e Ross vengono sostituiti alla conduzione da Gigi D'Alessio.
Dal 4 marzo al 13 maggio 2019, per un totale di 11 puntate. il programma torna in onda per la tredicesima edizione (nona in Rai), con la conduzione di Stefano De Martino e Fatima Trotta e tra le novità vi è la partecipazione straordinaria di Biagio Izzo ed Elisabetta Gregoraci (che non è più la conduttrice del programma, ma partecipa in veste di ospite fissa fino alla puntata del 15 aprile). Inoltre, tra le novità comiche della stagione vi è l'entrata nel cast di Peppe Iodice, Francesco Paolantoni e Max Cavallari dei Fichi d'India. L’ottava puntata, viene intitolata il 22 aprile: “Made in Sud A Pasquetta” visto che la puntata veniva mandata proprio in quel giorno.
La quattordicesima edizione (la decima trasmessa dalla Rai), la cui partenza era fissata per il 30 marzo 2020, viene rimandata poiché non realizzabile a causa dell'emergenza sanitaria per il Coronavirus. Al posto della nuova stagione del programma, vengono mandate in onda le repliche della quinta stagione di Stasera tutto è possibile. A maggio 2020 viene confermata la partenza per il 16 giugno e fino al 20 luglio. Il programma va in onda senza pubblico in studio e rispettando il distanziamento sociale sul palco. Dopo otto edizioni in diretta, le puntate vengono registrate prima della messa in onda, come ufficializzato dal comico Ciro Giustiniani su Facebook, salvo tornare in diretta a partire dalla terza puntata. A sostituire Elisabetta Gregoraci in veste di ospite fissa del programma, in quest'edizione sono presenti, insieme a Biagio Izzo, Lello Arena e Sal Da Vinci. Quest'edizione è costituita da 6 puntate ed è, quindi, la più breve a partire dal 2014.
La quindicesima edizione (undicesima della Rai) va in onda dal 18 aprile al 6 giugno 2022 con la conduzione di Clementino e Lorella Boccia. Il programma è trasmesso in diretta dall’Auditorium della Rai di Napoli. Al termine di questa edizione, va in onda ”Made in Sabato" ogni sabato su Rai 2 alle 14:00 per 3 settimane, ogni puntata trattava il meglio di una edizione dal 2020 al 2017, con una durata di 50 minuti (per dare spazio alle puntate di Famiglia all'incontrario).
Per la puntata del 2 maggio 2022 Clementino viene sostituito per la positività al COVID-19 da Maurizio Casagrande, già ospite fisso delle precedenti puntate dell'edizione corrente. Per la puntata successiva torna Clementino, eccezionalmente affiancato dal duo comico Arteteca a causa della positività di Lorella Boccia, collegata da casa così come Maurizio Casagrande.

## Edizioni
| Edizione | Titolo      | Periodo           | Periodo          | Puntate | Conduzione     | Conduzione         | Conduzione           | Conduzione           | Presenze fisse       | Presenze fisse       | Presenze fisse      | Rete           |
| Edizione | Titolo      | Inizio            | Fine             | Puntate | Conduzione     | Conduzione         | Conduzione           | Conduzione           | Presenze fisse       | Presenze fisse       | Presenze fisse      | Rete           |
| -------- | ----------- | ----------------- | ---------------- | ------- | -------------- | ------------------ | -------------------- | -------------------- | -------------------- | -------------------- | ------------------- | -------------- |
| 1ª       | Made in Sud | 2008              | 2008             | 8       | Fatima Trotta  | Gigi e Ross        | Frank Carpentieri    | Enzo Fischetti       | –                    | –                    | –                   | Comedy Central |
| 2ª       | Made in Sud | 2009              | 2009             | -       | Fatima Trotta  | Gigi e Ross        | Frank Carpentieri    | Enzo Fischetti       | –                    | –                    | –                   | Comedy Central |
| 3ª       | Made in Sud | 2010              | 2010             | 12      | Fatima Trotta  | Gigi e Ross        | Frank Carpentieri    | Enzo Fischetti       | –                    | –                    | –                   | MTV Italia     |
| 4ª       | Made in Sud | 2011              | 2011             | -       | Fatima Trotta  | Gigi e Ross        | Frank Carpentieri    | Enzo Fischetti       | –                    | –                    | –                   | MTV Italia     |
| 5ª       | Made in Sud | 7 novembre 2012   | 13 gennaio 2013  | 11      | Fatima Trotta  | Gigi e Ross        | Elisabetta Gregoraci | Elisabetta Gregoraci | –                    | –                    | –                   | Rai 2          |
| 6ª       | Made in Sud | 28 febbraio 2013  | 13 giugno 2013   | 13      | Fatima Trotta  | Gigi e Ross        | Elisabetta Gregoraci | Elisabetta Gregoraci | –                    | –                    | –                   | Rai 2          |
| 7ª       | Made in Sud | 9 settembre 2013  | 16 dicembre 2013 | 13      | Fatima Trotta  | Gigi e Ross        | Elisabetta Gregoraci | Elisabetta Gregoraci | –                    | –                    | –                   | Rai 2          |
| 8ª       | Made in Sud | 11 marzo 2014     | 13 maggio 2014   | 10      | Fatima Trotta  | Gigi e Ross        | Elisabetta Gregoraci | Elisabetta Gregoraci | –                    | –                    | –                   | Rai 2          |
| 9ª       | Made in Sud | 23 settembre 2014 | 18 novembre 2014 | 9       | Fatima Trotta  | Gigi e Ross        | Elisabetta Gregoraci | Elisabetta Gregoraci | –                    | –                    | –                   | Rai 2          |
| 10ª      | Made in Sud | 3 marzo 2015      | 12 maggio 2015   | 11      | Fatima Trotta  | Gigi e Ross        | Elisabetta Gregoraci | Elisabetta Gregoraci | –                    | –                    | –                   | Rai 2          |
| 11ª      | Made in Sud | 23 febbraio 2016  | 30 maggio 2016   | 14      | Fatima Trotta  | Gigi e Ross        | Elisabetta Gregoraci | Elisabetta Gregoraci | –                    | –                    | –                   | Rai 2          |
| 12ª      | Made in Sud | 14 marzo 2017     | 30 maggio 2017   | 11      | Fatima Trotta  | Gigi D'Alessio     | Elisabetta Gregoraci | Elisabetta Gregoraci | –                    | –                    | –                   | Rai 2          |
| 13ª      | Made in Sud | 4 marzo 2019      | 13 maggio 2019   | 11      | Fatima Trotta  | Stefano De Martino | Stefano De Martino   | Stefano De Martino   | Elisabetta Gregoraci | Elisabetta Gregoraci | Biagio Izzo         | Rai 2          |
| 14ª      | Made in Sud | 16 giugno 2020    | 20 luglio 2020   | 6       | Fatima Trotta  | Stefano De Martino | Stefano De Martino   | Stefano De Martino   | Lello Arena          | Sal Da Vinci         | Biagio Izzo         | Rai 2          |
| 15ª      | Made in Sud | 18 aprile 2022    | 6 giugno 2022    | 8       | Lorella Boccia | Lorella Boccia     | Clementino           | Clementino           | Maurizio Casagrande  | Maurizio Casagrande  | Maurizio Casagrande | Rai 2          |

### Social media
Nell'autunno del 2018, in occasione dei dieci anni della trasmissione, sui social media viene proposto uno spin-off del programma, dal titolo Made in Sud Stories
Il 2 settembre 2019 in prima serata, e il 9 settembre 2019 in prima e seconda serata, su Rai 2 sono andati in onda tre appuntamenti speciali (monografici) del programma, dal titolo Made in... con Gli Arteteca, I Ditelo voi e Paolo Caiazzo.

## Spin-off
Dal 29 gennaio 2024 va in onda su Rai 2 Mad in Italy, versione completamente rinnovata dello show con la conduzione di Gigi e Ross ed Elisabetta Gregoraci.

## Cast

### Comici
- Mino Abbacuccio
- Francesco Cicchella
- Francesco Albanese
- Gli Arteteca (Monica Lima ed Enzo Iuppariello), nel 2022 con la loro sit-com Famiglia all'incontrario con la partecipazione di Ciro Ceruti e Giulia Salemi
- Marco Critelli
- Mariano Bruno
- Pasquale Palma
- Marco Capretti
- Marco Della Noce
- Max Cavallari
- Antonio D'Ausilio
- I Ditelo voi (Francesco De Fraia, Mimmo Manfredi e Raffaele Ferrante)
- I Due x Duo (Peppe Laurato e Massimo Borrelli)
- Ivan e Cristiano
- Enzo e Sal
- Vincenzo de Lucia
- Antonio Giuliani
- Ciro Giustiniani
- Peppe Iodice
- Nello Iorio
- Manu e Luca
- Ettore Massa
- Matranga e Minafò con Rosario Alagna e Riccardo Pace
- Rosaria Miele
- Radio Rocket (Federico Di Napoli, Carmine De Chiara, Cesare Segreto)
- Simone Schettino
- Gino Fastidio
- Trio Medusa
- Paolo Caiazzo
- Enzo Fischetti

### Band
- Sud58 (ed. 1-14, 2008-2020)
- Orchestra di accompagnamento a Gigi D'Alessio (ed. 12, 2017)
- Sal Da Vinci (ed. 14, 2020)
- Mavi Gagliardi (componente dei Sud58) e Livio Cori (ed. 15, 2022)

### Partecipazioni straordinarie
- Lello Arena
- Maurizio Battista
- Enrico Bertolino
- Arturo Brachetti
- Enrico Brignano
- Giovanni Cacioppo
- Dario Cassini
- Ciro Ceruti
- Omar Fantini
- Carmine Faraco
- Sergio Friscia
- Antonio Giuliani
- Francesco Paolantoni
- David Pratelli
- Vincenzo Salemme
- Enzo Salvi
- Alessandro Siani
- Ficarra e Picone

## Puntate e Ascolti

### Quinta edizione
La quinta edizione è andata in onda dal 7 novembre al 27 dicembre 2012 in seconda serata alle 23:40, mentre dal 3 al 17 gennaio alle 23:10.
| Puntata | Messa in onda    | Telespettatori | Share |
| ------- | ---------------- | -------------- | ----- |
| 1       | 7 novembre 2012  | 657 000        | 6,52% |
| 2       | 14 novembre 2012 | 794 000        | 7,20% |
| 3       | 21 novembre 2012 | 667 000        | 6,57% |
| 4       | 28 novembre 2012 | 507 000        | 6,02% |
| 5       | 5 dicembre 2012  | 705 000        | 6,77% |
| 6       | 12 dicembre 2012 | 915 000        | 8,09% |
| 7       | 19 dicembre 2012 | 884 000        | 7,77% |
| 8       | 27 dicembre 2012 | 663 000        | 6,74% |
| 9       | 3 gennaio 2013   | 1 126 000      | 7,52% |
| 10      | 10 gennaio 2013  | 732 000        | 4,84% |
| 11      | 17 gennaio 2013  | 821 000        | 7,55% |
| Media   | Media            | 786 000        | 6,91% |

### Sesta edizione
La sesta edizione è andata in onda dal 28 febbraio al 27 maggio 2013 in seconda serata alle 23:50, mentre dal 6 al 13 giugno in prima serata alle 21:10.
| Puntata | Messa in onda    | Telespettatori | Share  |
| ------- | ---------------- | -------------- | ------ |
| 1       | 28 febbraio 2013 | 810 000        | 6,46%  |
| 2       | 7 marzo 2013     | 611 000        | 8,01%  |
| 3       | 14 marzo 2013    | 500 000        | 7,25%  |
| 4       | 21 marzo 2013    | 1 895 000      | 10,72% |
| 5       | 1º aprile 2013   | –              | –      |
| 6       | 4 aprile 2013    | 679 000        | 8,46%  |
| 7       | 11 aprile 2013   | 740 000        | 7,12%  |
| 8       | 18 aprile 2013   | 740 000        | 8,01%  |
| 9       | 29 aprile 2013   | 725 000        | 8,15%  |
| 10      | 6 maggio 2013    | 733 000        | 8,22%  |
| 11      | 13 maggio 2013   | –              | –      |
| 12      | 20 maggio 2013   | 2 251 000      | 9,21%  |
| 13      | 27 maggio 2013   | 1 968 000      | 8,51%  |
| 14      | 6 giugno 2013    | 4.000.000      | 0,74%  |
| 15      | 13 giugno 2013   | 300.000.000    | 11,93% |
| Media   | Media            | 912 000        | 8,55%  |

### Settima edizione
La settima edizione è andata in onda dal 9 settembre al 21 ottobre 2013 in seconda serata alle 23:30, mentre dall'11 novembre al 16 dicembre in prima serata alle 21:10.
| Puntata       | Messa in onda     | Telespettatori | Share  |
| ------------- | ----------------- | -------------- | ------ |
| 1             | 9 settembre 2013  | 592 000        | 8,33%  |
| 2             | 16 settembre 2013 | 669 000        | 9,28%  |
| 3             | 23 settembre 2013 | 670 000        | 8,86%  |
| 4             | 30 settembre 2013 | 628 000        | 7,41%  |
| 5             | 7 ottobre 2013    | 900 000        | 10,10% |
| 6             | 14 ottobre 2013   | 744 000        | 9,25%  |
| 7             | 21 ottobre 2013   | 786 000        | 8,67%  |
| 8 (Il meglio) | 28 ottobre 2013   | 623 000        | 7,71%  |
| 9 (Il meglio) | 4 novembre 2013   | 555 000        | 7,31%  |
| 10            | 11 novembre 2013  | 1 762 000      | 7,27%  |
| 11            | 18 novembre 2013  | 1 959 000      | 8,02%  |
| 12            | 25 novembre 2013  | 1 680 000      | 6,61%  |
| 13            | 2 dicembre 2013   | 1 793 000      | 7,59%  |
| 14            | 9 dicembre 2013   | 2 078 000      | 8,33%  |
| 15            | 16 dicembre 2013  | 2 155 000      | 8,83%  |
| Media         | Media             | 1 597 000      | 7,84%  |

### Ottava edizione
L'ottava edizione è andata in onda dall'11 marzo al 13 maggio 2014 in prima serata alle 21:10.
| Puntata | Messa in onda  | Telespettatori | Share  |
| ------- | -------------- | -------------- | ------ |
| 1       | 11 marzo 2014  | 2 050 000      | 8,15%  |
| 2       | 18 marzo 2014  | 1 868 000      | 7,71%  |
| 3       | 25 marzo 2014  | 2 120 000      | 8,78%  |
| 4       | 1º aprile 2014 | 2 305 000      | 9,71%  |
| 5       | 8 aprile 2014  | 2 404 000      | 10,16% |
| 6       | 15 aprile 2014 | 2 434 000      | 10,54% |
| 7       | 22 aprile 2014 | 2 656 000      | 10,68% |
| 8       | 29 aprile 2014 | 2 585 000      | 10,74% |
| 9       | 6 maggio 2014  | 2 429 000      | 9,97%  |
| 10      | 13 maggio 2014 | 2 560 000      | 10,76% |
| Media   | Media          | 2 344 000      | 9,76%  |

### Nona edizione
La nona edizione è andata in onda dal 23 settembre al 18 novembre 2014 in prima serata alle 21:10.
| Puntata | Messa in onda     | Telespettatori | Share  |
| ------- | ----------------- | -------------- | ------ |
| 1       | 23 settembre 2014 | 1 919 000      | 8,36%  |
| 2       | 30 settembre 2014 | 2 089 000      | 9,75%  |
| 3       | 7 ottobre 2014    | 2 115 000      | 8,88%  |
| 4       | 14 ottobre 2014   | 2 095 000      | 8,65%  |
| 5       | 21 ottobre 2014   | 2 397 000      | 10,01% |
| 6       | 28 ottobre 2014   | 2 181 000      | 9,69%  |
| 7       | 4 novembre 2014   | 2 450 000      | 10,41% |
| 8       | 11 novembre 2014  | 2 387 000      | 10,32% |
| 9       | 18 novembre 2014  | 2 827 000      | 12,72% |
| Media   | Media             | 2 273 000      | 9,78%  |

### Decima edizione
La decima edizione è andata in onda dal 3 marzo al 12 maggio 2015 in prima serata alle 21:10.
| Puntata | Messa in onda  | Telespettatori | Share  |
| ------- | -------------- | -------------- | ------ |
| 1       | 3 marzo 2015   | 2 516 000      | 10,87% |
| 2       | 10 marzo 2015  | 2 504 000      | 10,72% |
| 3       | 17 marzo 2015  | 2 437 000      | 10,25% |
| 4       | 24 marzo 2015  | 2 218 000      | 9,58%  |
| 5       | 31 marzo 2015  | 2 581 000      | 11,23% |
| 6       | 7 aprile 2015  | 2 693 000      | 11,42% |
| 7       | 14 aprile 2015 | 2 214 000      | 9,38%  |
| 8       | 21 aprile 2015 | 2 397 000      | 10,47% |
| 9       | 28 aprile 2015 | 2 365 000      | 10,01% |
| 10      | 4 maggio 2015  | 2 436 000      | 10,51% |
| 11      | 12 maggio 2015 | 2 342 000      | 10,68% |
| Media   | Media          | 2 428 000      | 10,43% |

### Undicesima edizione
L'undicesima edizione è andata in onda dal 23 febbraio al 30 maggio 2016 in prima serata alle 21:10.
| Puntata                     | Messa in onda    | Telespettatori | Share  |
| --------------------------- | ---------------- | -------------- | ------ |
| 1                           | 23 febbraio 2016 | 2 139 000      | 9,82%  |
| 2                           | 4 marzo 2016     | 1 934 000      | 8,77%  |
| 3                           | 8 marzo 2016     | 1 905 000      | 9,23%  |
| 4                           | 15 marzo 2016    | 2 048 000      | 9,64%  |
| 5 (Made in Sud a Pasquetta) | 27 marzo 2016    | 1 712 000      | 8,07%  |
| 6                           | 29 marzo 2016    | 2 148 100      | 10,05% |
| 7                           | 5 aprile 2016    | 1 646 000      | 7,63%  |
| 8                           | 12 aprile 2016   | 1 939 000      | 9,19%  |
| 9                           | 19 aprile 2016   | 1 691 000      | 8,04%  |
| 10                          | 26 aprile 2016   | 1 918 000      | 9,01%  |
| 11                          | 3 maggio 2016    | 1 882 000      | 8,85%  |
| 12                          | 17 maggio 2016   | 2 050 000      | 9,68%  |
| 13                          | 24 maggio 2016   | 2 000 000      | 9,46%  |
| 14                          | 30 maggio 2016   | 2 095 000      | 9,67%  |
| Media                       | Media            | 1 936 000      | 9,08%  |

### Dodicesima edizione
La dodicesima edizione è andata in onda dal 14 marzo al 30 maggio 2017 in prima serata alle 21:20.
| Puntata | Messa in onda  | Telespettatori | Share |
| ------- | -------------- | -------------- | ----- |
| 1       | 14 marzo 2017  | 1 554 000      | 7,11% |
| 2       | 21 marzo 2017  | 1 511 000      | 6,93% |
| 3       | 29 marzo 2017  | 1 459 000      | 6,82% |
| 4       | 4 aprile 2017  | 1 644 000      | 7,84% |
| 5       | 12 aprile 2017 | 1 441 000      | 6,78% |
| 6       | 19 aprile 2017 | 1 228 000      | 5,93% |
| 7       | 26 aprile 2017 | 1 118 000      | 5,14% |
| 8       | 3 maggio 2017  | 1 366 000      | 6,35% |
| 9       | 16 maggio 2017 | 1 407 000      | 6,54% |
| 10      | 30 maggio 2017 | 1 375 000      | 7,27% |
| Media   | Media          | 1 367 000      | 6,50% |

### Tredicesima edizione
La tredicesima edizione è andata in onda dal 4 marzo al 13 maggio 2019 in prima serata alle 21:20.
| Puntata                     | Messa in onda  | Telespettatori | Share |
| --------------------------- | -------------- | -------------- | ----- |
| 1                           | 4 marzo 2019   | 1 955 000      | 9,35% |
| 2                           | 11 marzo 2019  | 2 020 000      | 9,64% |
| 3                           | 18 marzo 2019  | 2 030 000      | 9,93% |
| 4                           | 25 marzo 2019  | 1 931 000      | 9,47% |
| 5                           | 1º aprile 2019 | 1 586 000      | 7,47% |
| 6                           | 8 aprile 2019  | 1 604 000      | 7,54% |
| 7                           | 15 aprile 2019 | 1 905 000      | 9,17% |
| 8 (Made in Sud a Pasquetta) | 22 aprile 2019 | 1 610 000      | 7,67% |
| 9                           | 29 aprile 2019 | 1 784 000      | 8,47% |
| 10                          | 6 maggio 2019  | 1 783 000      | 8,47% |
| 11                          | 13 maggio 2019 | 1 767 000      | 8,27% |
| Media                       | Media          | 1 836 000      | 8,72% |

### Quattordicesima edizione
La quattordicesima edizione è andata in onda dal 16 giugno al 20 luglio 2020 in prima serata alle 21:20.
| Puntata | Messa in onda  | Telespettatori | Share |
| ------- | -------------- | -------------- | ----- |
| 1       | 16 giugno 2020 | 2 121 000      | 9,93% |
| 2       | 25 giugno 2020 | 1 654 000      | 9,74% |
| 3       | 29 giugno 2020 | 1 411 000      | 7,47% |
| 4       | 6 luglio 2020  | 1 577 000      | 8,35% |
| 5       | 13 luglio 2020 | 1 624 000      | 8,14% |
| 6       | 20 luglio 2020 | 1 400 000      | 7,09% |
| Media   | Media          | 1 631 000      | 8,28% |

### Quindicesima edizione
La quindicesima edizione è andata in onda dal 18 aprile al 6 giugno 2022 in prima serata alle 21:20.
| Puntata | Messa in onda  | Telespettatori | Share |
| ------- | -------------- | -------------- | ----- |
| 1       | 18 aprile 2022 | 1 362 000      | 8,25% |
| 2       | 25 aprile 2022 | 1 073 000      | 6,64% |
| 3       | 2 maggio 2022  | 945 000        | 5,64% |
| 4       | 9 maggio 2022  | 932 000        | 5,57% |
| 5       | 16 maggio 2022 | 881 000        | 5,35% |
| 6       | 23 maggio 2022 | 817 000        | 5,47% |
| 7       | 30 maggio 2022 | 1 067 000      | 7,14% |
| 8       | 6 giugno 2022  | 938 000        | 5,61% |
| Media   | Media          | 1 002 000      | 6,03% |

## Edizioni speciali

### Made in Sud Summer
L'edizione Made in Sud Summer è andata in onda nell'estate dal 17 giugno al 12 agosto 2013 in seconda serata alle 23:35 su Rai 2.
| Puntata | Messa in onda  | Telespettatori | Share |
| ------- | -------------- | -------------- | ----- |
| 1       | 17 giugno 2013 | 563 000        | 7,57% |
| 2       | 24 giugno 2013 | 569 000        | 7,59% |
| 3       | 22 luglio 2013 | 453 000        | 6,95% |
| 4       | 29 luglio 2013 | –              | –     |
| 5       | 5 agosto 2013  | –              | –     |
| 6       | 12 agosto 2013 | –              | –     |

### Made in Sabato
L'edizione Made in Sabato è andata in onda dall'11 giugno al 10 settembre 2022 di pomeriggio.
| Puntata | Messa in onda     | Telespettatori | Share |
| ------- | ----------------- | -------------- | ----- |
| 1       | 11 giugno 2022    | 498 000        | 4,93% |
| 2       | 18 giugno 2022    | 361 000        | 3,27% |
| 3       | 25 giugno 2022    | 370 000        | 3,35% |
| 4       | 6 agosto 2022     | 359 000        | 4,14% |
| 5       | 27 agosto 2022    | 390 000        | 4,27% |
| 6       | 3 settembre 2022  | 356 000        | 4,64% |
| 7       | 10 settembre 2022 | 314 000        | 3,61% |
| Media   | Media             | 378 000        | 3,9%  |

## Puntate speciali
| Puntata                  | Messa in onda    | Telespettatori | Share |
| ------------------------ | ---------------- | -------------- | ----- |
| Made in... Arteteca      | 2 settembre 2019 | 1 312 000      | 6,47% |
| Made in... I Ditelo Voi  | 9 settembre 2019 | 896 000        | 4,27% |
| Made in... Paolo Caiazzo | 9 settembre 2019 | 545 000        | 6,06% |

## Audience
I dati Auditel riportati sotto tengono conto solo delle edizioni trasmesse su Rai 2 (cioè dalla quinta in poi), non essendo disponibili i dati relativi alle reti su cui il programma andava in onda in precedenza.
| Edizione | Rete televisiva | Anno      | Stagione          | Programmazione | Programmazione | Programmazione | Programmazione | Programmazione | Programmazione | Programmazione | Collocazione   | Totale         | Totale | Première       | Première | Finale         | Finale |
| Edizione | Rete televisiva | Anno      | Stagione          | L              | M              | M              | G              | V              | S              | D              | Collocazione   | Telespettatori | Share  | Telespettatori | Share    | Telespettatori | Share  |
| -------- | --------------- | --------- | ----------------- | -------------- | -------------- | -------------- | -------------- | -------------- | -------------- | -------------- | -------------- | -------------- | ------ | -------------- | -------- | -------------- | ------ |
| 5ª       | Rai 2           | 2012-2013 | autunno-inverno   |                |                |                |                |                |                |                | Seconda serata | 786 000        | 6,91%  | 657 000        | 6,52%    | 821 000        | 7,55%  |
| 6ª       | Rai 2           | 2013      | inverno-primavera |                |                | 912 000        | 8,55%          | 810 000        | 6,46%          | 1 968 000      | Seconda serata | 8,51%          |        |                |          |                |        |
| 7ª       | Rai 2           | 2013      | estate-autunno    |                | 1 597 000      | 7,84%          | 592 000        | 8,33%          | 2 155 000      | 7,84%          | Seconda serata |                |        |                |          |                |        |
| 7ª       | Rai 2           | 2013      | estate-autunno    | Prima serata   | 1 597 000      | 7,84%          | 592 000        | 8,33%          | 2 155 000      | 7,84%          |                |                |        |                |          |                |        |
| 8ª       | Rai 2           | 2014      | inverno-primavera |                |                | 2 344 000      | 9,76%          | 2 050 000      | 8,15%          | 1 588 000      | 6,16%          |                |        |                |          |                |        |
| 9ª       | Rai 2           | 2014      | autunno           | 2 273 000      | 9,78%          | 1 919 000      | 8,36%          | 2 827 000      | 12,72%         |                |                |                |        |                |          |                |        |
| 10ª      | Rai 2           | 2015      | inverno-estate    |                |                |                |                | 2 428 000      | 10,43%         | 2 516 000      | 10,87%         | 2 342 000      | 10,68% |                |          |                |        |
| 11ª      | Rai 2           | 2016      | inverno-estate    |                |                |                | 1 936 000      | 9,08%          | 2 139 000      | 9,82%          | 2 095 000      | 9,67%          |        |                |          |                |        |
| 12ª      | Rai 2           | 2017      | inverno-primavera |                |                |                | 1 367 000      | 6,50%          | 1 554 000      | 7,00%          | 870 000        | 5,20%          |        |                |          |                |        |
| 13ª      | Rai 2           | 2019      | inverno-primavera |                |                | 1 836 000      | 8,72%          | 1 955 000      | 9,30%          | 1 260 000      | 5,60%          |                |        |                |          |                |        |
| 14ª      | Rai 2           | 2020      | primavera-estate  |                | 1 631 000      | 8,28%          | 2 121 000      | 9,90%          | 786 000        | 4,40%          |                |                |        |                |          |                |        |
| 15ª      | Rai 2           | 2022      | primavera         |                | 1 002 000      | 6,03%          | 1 362 000      | 8,20%          | 938 000        | 5,60%          |                |                |        |                |          |                |        |